# Радон (майордом)
Радон (Радо; лат. Radonus, Rado; умер после 634) — майордом Австразии (613—617).

## Биография
Основными историческими источниками о жизни Радона являются «Хроника» Фредегара и «Житие святого Оуэна».
Происхождение Радона точно неизвестно. Предполагается, что Радон может быть тождественен с упоминаемым в средневековых источниках отцом герцога Тюрингии Радульфа. Описывая возведение Радульфа в герцогское достоинство королём Дагобертом I незадолго до 634 года, Фредегар сообщал, что отцом того был некий «Хамар». Это, вероятно, является искажённым словом «камерарий» (хранитель королевской казны). Из жития святого Оуэна Руанского известно, что эту должность в то время занимал брат этого святого по имени Радон. Если эта идентификация верна, то родителями Радона был знатный австразиец Аутари, владевший поместьем в Санси-ле-Шмино, и его первая супруга Аэга, а братьями — святые Оуэн Руанский и Адон Жуаррский. Близкими родственниками Радона были святые Фарон и Бургундофара.
О ранней жизни Радона известно очень мало. Житие святого Колумбана свидетельствует, что отец Радона, Аутари, был сторонником короля Австразии Теодеберта II и врагом правителя Бургундии Теодориха II и его бабки Брунгильды. Его же сыновья, после того как в 612 году Теодорих присоединил к своим владениям Австразию, перешли в лагерь сторонников короля Нейстрии Хлотаря II.
В 613 году во Франкском государстве завершился продолжительный период междоусобных войн и все три франкских королевства — Нейстрия, Австразия и Бургундия — были объединены под властью нейстрийского монарха Хлотаря II. Стремясь укрепить свои позиции в недавно приобретённых землях, король назначил новым майордомом Австразии Радона, а в Бургундии сохранил эту должность за Варнахаром II. Вероятно, выходец из знатного рода Радон, находившийся в близких отношениях с влиятельной семьёй Бургундофаронов, рассматривался Хлотарем II как противовес группе австразийской знати, возглавляемой Арнульфом Мецским и Пипином Ланденским. Значительную роль в назначении сыграла и личная преданность Радона Хлотарю. Предыдущим австразийским майордомом, о котором сообщают исторические источники, был Гундульф, упоминающийся в этом качестве около 600 года. Был ли Гундульф непосредственным предшественником Радона на посту майордома — не известно.
Радон был упомянут в датированном 27 марта 616 года завещании епископа Ле-Мана Бертрама. В документе Радон назван майордомом и vir inluster, что свидетельствует о его очень высоком положении во франкском обществе этого времени.
По свидетельству Фредегара, в 617 году новым майордомом Австразии был назначен Хуго. О причинах, приведших к утере Радоном этой должности, ничего не известно. Предполагается, что и после смещения с поста майордома Радон продолжал быть одним из приближённых франкских королей. Около 630 года он получил от Дагоберта I пост королевского казначея, а около 635 года вместе с братьями участвовал в церемонии освящения основанной этим монархом обители в Ребе. Сам Радон был основателем монастыря в Рей-ан-Бри.
На основании ономастических данных предполагается, что родственником Радона мог быть майордом Бургундии в 650-х годах Радоберт.